# La Condition de l'homme
Pour les articles homonymes, voir Il n'y a pas de plus grand amour.
Pour plus de détails, voir Fiche technique et Distribution.
La Condition de l'homme (人間の條件, Ningen no jōken) est une trilogie de films réalisés par Masaki Kobayashi, sortis entre 1959 et 1961. C'est l'adaptation d'un roman de Junpei Gomikawa publié en 1958.

## Synopsis
La trilogie suit la vie de Kaji, jeune intellectuel pacifiste japonais, interprété par Tatsuya Nakadai, tentant de survivre à l'époque du Japon impérialiste de la Seconde Guerre mondiale. Chaque film est divisé en deux parties.

## Trilogie

### Il n'y a pas de plus grand amour(1959)
Le premier film s'ouvre en 1943 par le mariage de Kaji avec Michiko, en dépit de leur futur incertain. Kaji est chargé de superviser des ouvriers chinois dans une mine de la Chine colonisée. Le film retrace ses efforts pour concilier ses idéaux humanistes avec la réalité qu'il vit en cette époque impérialiste. Alors qu’il s’oppose à l’exécution d’un prisonnier, il est arrêté par la police, séparé de sa femme Michiko, torturé et mobilisé dans l’armée japonaise.

### Le Chemin de l'éternité(1959)
Dans le nord de la Mandchourie, Kaji est incorporé dans l'armée du Guandong. Son idéal pacifiste ne l'empêche pas d'exceller dans l'entraînement tout en se battant à nouveau pour un meilleur traitement des nouvelles recrues. Devenu gênant, il est envoyé sur le front où les défaites s'accumulent.

### La Prière du soldat(1961)
Dans la déroute de la guerre qui les oppose à l'Union soviétique, les forces japonaises se disloquent. Kaji tente alors de rejoindre Michiko. Mais il est fait prisonnier par l'Armée rouge. Les brimades continuent.

## Fiche technique
- Titre : La Condition de l'homme
- Titre original : 人間の條件 (Ningen no jōken?)

Il n'y a pas de plus grand amour : équipe de tournage avec au 1er rang : Ineko Arima, Masaki Kobayashi, Michiyo Aratama et Tatsuya Nakadai (numéro de janvier 1959 de Kinema Junpō).

- Titre anglais ou international : The Human Condition
- Réalisation : Masaki Kobayashi
- Scénario : Zenzō Matsuyama (I-III), Masaki Kobayashi (I-III), Kōichi Inagaki (III), d'après le roman de Junpei Gomikawa
- Production : Shigeru Wakatsuki (I-III), Masaki Kobayashi (II-III)
- Musique : Chūji Kinoshita
- Photographie : Yoshio Miyajima
- Montage : Keiichi Uraoka
- Pays de production :  Japon
- Langue originale : japonais
- Société de production : Ninjin Club
- Société de distribution : Shōchiku
- Format : noir et blanc - 35 mm - 2,35:1 - son mono
- Genre : drame ; film de guerre
- Durée : 579 minutes (total des 3 films)
208 minutes (Il n'y a pas de plus grand amour)
181 minutes (Le Chemin de l'éternité)
190 minutes (La Prière du soldat)
- Dates de sortie :
  - Japon : 15 janvier 1959 (1re partie)[1] - 20 novembre 1959 (2e partie)[2] - 28 janvier 1961 (3e partie)[3]

## Distribution

### Il n'y a pas de plus grand amour(1959)
- Tatsuya Nakadai : Kaji
- Michiyo Aratama : Michiko
- Chikage Awashima : Tōfuku Kin
- Ineko Arima : Shunran Yō
- Sō Yamamura : Okishima
- Keiji Sada : Kageyama
- Kōji Nanbara (crédité sous le nom de Shinji Nanbara) : Kao
- Akira Ishihama : Chen
- Kōji Mitsui : Furuya
- Seiji Miyaguchi : Wang Heng Li
- Eitarō Ozawa : Okazaki
- Tōru Abe : le sergent Watai
- Masao Mishima : Kuroki
- Kyū Sazanka : Cho Meisan

### Le Chemin de l'éternité(1959)
- Tatsuya Nakadai : Kaji
- Michiyo Aratama : Michiko
- Keiji Sada : Kageyama
- Kokinji Katsura : Sasa Nitōhei
- Jun Tatara : Hino Jun'i
- Michirō Minami : Yoshida Jōtōhei
- Kei Satō : Shinjō Ittōhei
- Kunie Tanaka : Obara Nitōhei

### La Prière du soldat(1961)
- Tatsuya Nakadai : Kaji
- Michiyo Aratama : Michiko

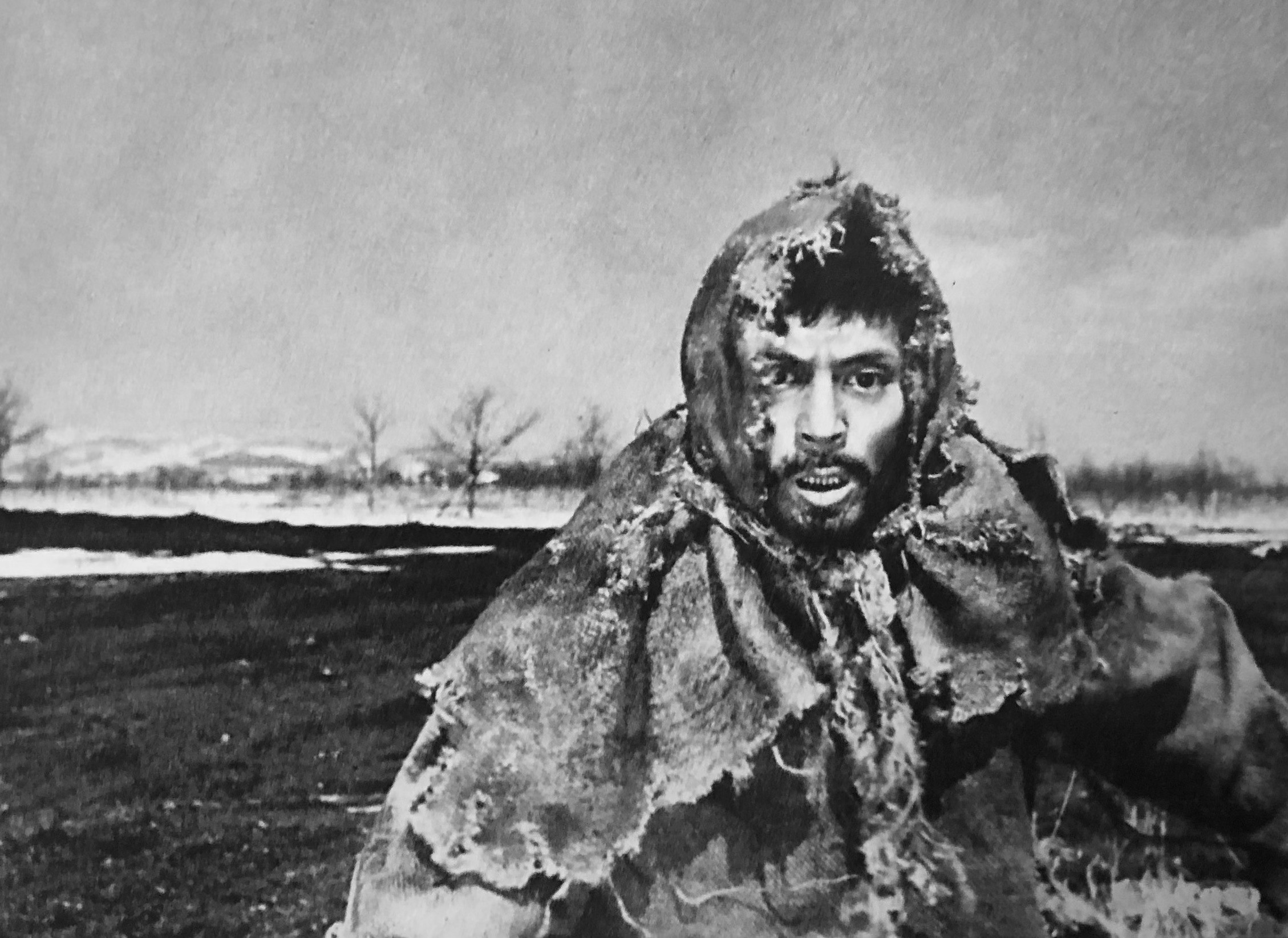
Scène du film avec Tatsuya Nakadai.

- Tamao Nakamura : Hinannmin no Shōjo
- Yūsuke Kawazu : Terada Nitōhei
- Chishū Ryū : Hinanmin no Chōrō
- Taketoshi Naitō : Tange Ittōhei
- Kyōko Kishida : Ryūko
- Ed Keene : un officier russe
- Ronald Self : Chapayev
- Hideko Takamine : une réfugiée